# The Black Album (Jay-Z)
The Black Album – ósmy solowy album amerykańskiego rapera o pseudonimie Jay-Z. Ukazał się 14 listopada 2003 nakładem wytwórni Roc-A-Fella Records. Krążek był promowany jako ostatni album rapera, lecz Jay-Z w 2006 wydał płytę Kingdom Come.

## Lista utworów
Opracowano na podstawie źródła.
| #  | Tytuł                                     | Producent                 | Czas | Sample                                                                                             |
| -- | ----------------------------------------- | ------------------------- | ---- | -------------------------------------------------------------------------------------------------- |
| 1  | „Interlude”                               | Just Blaze                | 1:22 | |
| 2  | „December 4th”                            | Just Blaze                | 4:34 | - The Chi-Lites – „That's How Long”                                                                |
| 3  | „What More Can I Say”                     | The Buchannans            | 4:55 | - MFSB – „Something for Nothing” - Tracey Lee – „Keep Your Hands High” - dialogi z filmu Gladiator |
| 4  | „Encore”                                  | Kanye West                | 4:11 | - John Holt – „I Will”                                                                             |
| 5  | „Change Clothes”                          | The Neptunes              | 4:18 | |
| 6  | „Dirt Off Your Shoulder”                  | Timbaland                 | 4:05 | |
| 7  | „Threat”                                  | 9th Wonder                | 4:07 | - R. Kelly – „A Woman's Threat”                                                                    |
| 8  | „Moment of Clarity”                       | Eminem                    | 4:24 | |
| 9  | „99 Problems”                             | Rick Rubin                | 3:55 | - Mountain – „Long Red” - Billy Squier – „The Big Beat” - Ice-T – „99 Problems” - UGK – „Touched”  |
| 10 | „Public Service Announcement (Interlude)” | Just Blaze                | 2:53 | - Little Boy Blues – „Seed of Love”                                                                |
| 11 | „Justify My Thug”                         | DJ Quik                   | 4:04 | - Run-D.M.C. – „Rock Box” - Madonna – „Justify My Love”                                            |
| 12 | „Lucifer”                                 | Kanye West                | 3:12 | - Max Romeo – „I Chase the Devil”                                                                  |
| 13 | „Allure”                                  | The Neptunes              | 4:53 | |
| 14 | „My 1st Song”                             | Aqua, Joe „3H” Weinberger | 4:45 | - Los Ángeles Negros – „Tu y Tu Mirar...Yo y Mi Canción” - wywiad z Notoriousem B.I.G.             |

## Pozycje na listach
Album
| Lista (2004)           | Najwyższa pozycja |
| ---------------------- | ----------------- |
| Top R&B/Hip-Hop Albums | 1                 |
| Billboard 200          | 1                 |

Single
| 2004 | „99 Problems”            | 26 | 10 | 13 | 30 | 37 | 34 |
| 2004 | „Change Clothes”         | 6  | 4  | 13 | 10 | 33 | 33 |
| 2004 | „Dirt Off Your Shoulder” | 3  | 2  | 5  | 5  | 18 | 15 |
| 2004 | „Encore”                 | 30 | 22 | –  | –  | –  | –  |
| 2004 | „What More Can I Say”    | 48 | –  | –  | –  | –  | –  |